# ダニー・トンプソン
ダニー・トンプソン（Danny Thompson、1939年4月4日 - ）は、イングランドのダブルベース奏者である。
共演者にはリチャード・トンプソンやジョン・マーティン、ロイ・オービソン、フレディー・アンド・ドラマーズ（Freddie and the Dreamers）、タビー・ヘイズ、ロニー・スコット（Ronnie Scott）、トム・パクストン（Tom Paxton）、ケイト・ブッシュらがいる。
1960年代にアレクシス・コーナーが率いる「アレクシス・コーナーズ・ブルース・インコーポレイテッド」（Alexis Korner's Blues Incorporated）で約5年間活動した後、イギリスのフォークロックバンド、ペンタングルのオリジナル・メンバーとなる。1987年以降、4枚のソロ・アルバムを発表している。1990年、イスラム教に入信した。

## 活動の記録
トンプソンは、1939年のデヴォン州テインマス生まれ。父親は鉱夫であり、第二次世界大戦が始まるとイギリス海軍の潜水艦組員になった。一家は彼が6歳の頃にロンドンへと移り、彼はバタシーの労働階級地区で育った。学校ではサッカーが得意でチェルシーFCのジュニアでプレーしていた。またダブルベースを選ぶまで、ギター、マンドリン、トランペット、トロンボーンを学んだ。
トンプソンのスタイルはジャズ指向である。即興スタイルは極めて特徴的で一度聴けば彼の演奏と分かる。規則的に、高音域の音型の様に唸るような弦の音を響かせ演奏を支える。また、大きな動作で弓を使うこと、そして特に、とどろく低音と同様に不気味な鋭い音を作り出すことでも有名である。
彼はソロ・アルバムを4作発表しているが、主にセッション・ミュージシャンとして活躍している。彼が参加したリチャード・トンプソンの作品にはアルバム『ミラー・ブルー』（1994年）、『ジ・オールド・キット・バッグ』（2003年）、アメリカPBSの音楽番組「オースティン・シティ・リミッツ」（Austin City Limits）シリーズで収録されたコンサートDVD『Richard Thompson Live in Austin Texas』などがある。
1980年代初期、ドキュメンタリー映画監督、ロイ・デベレル（Roy Deverell）と密接に協力し、賞も獲得した彼の2本の映画『Echo of the Wild』と『A Passion to Protect』のための音楽を作曲した。それらの映画は、絶滅の危機に瀕している哺乳類を対象としたジョン・アスピナルの先駆的な研究に関するものであった。

## ビクトリア
トンプソンのベース演奏の最初の経験はスキッフルのグループとの演奏である。その頃はティー・チェスト（茶箱）・ベースを演奏していた。1960年代の初め頃、バタシーに住むある老人から£5で中古のダブルベースを譲り受けた。そのベースはもっと価値のあるものだったのが、どうしても弾きたいという気持ちに応えてくれたのだった。
彼はそれに「ビクトリア」（Victoria）と名付け、以来ずっと使い続けている。このベースはフランスの弦楽器制作者ガン（Gand）の1865年の作であった。

## エピソード
トンプソンは多くのミュージシャンと同様に酒癖が悪いので有名である。ジョン・マーティンと組んでいた頃に起こした事件は今も語り草になっている。例えば、ある日、マーティンは彼はホテルの部屋で酒を飲み、飲み過ぎで気を失った。翌朝マーティンが目を覚ますと、床の敷物の下に頭だけを出して釘付けにされていたのだった。彼は「自由にしてくれ」と頼むマーティンを無視し、朝食を摂ると仕事に出かけてしまった。

## ディスコグラフィ

### ソロ・アルバム
- 『ホワット・エヴァー』 - Whatever (1987年)
- Whatever Next (1989年)
- Elemental (1990年)
- Whatever’s Best (1995年)
- Danny Thompson & Peter Knight (1995年)[1]

### アレクシス・コーナーズ・ブルース・インコーポレイテッド
- 『レッド・ホット・フロム・アレックス』 - Red Hot from Alex (1964年)
- 『スカイ・ハイ』 - Sky High (1966年)
- Blues Incorporated (1967年) ※『スカイ・ハイ』の再発
- I Wonder Who (1967年)
- 『ア・ニュー・ジェネレーション・オブ・ブルース』 - A New Generation of Blues (1968年)

### ペンタングル
- 『ペンタングル』 - The Pentangle (1968年)
- 『スウィート・チャイルド』 - Sweet Child (1968年)
- 『バスケット・オブ・ライト』 - Basket of Light (1969年)
- 『クルエル・シスター』 - Cruel Sister (1970年)
- 『リフレクション』 - Reflection (1971年)
- 『ソロモンの封印』 - Solomon's Seal (1972年)
- 『オープン・ザ・ドア』 - Open the Door (1985年)

### 参加アルバム等
ダニー・トンプソンは長い音楽活動において何十ものアルバム制作に参加している。ここに示すものはその一部に過ぎない。
ケイト・ブッシュ
- 『ドリーミング』 - The Dreaming (1982年)
- 『愛のかたち』 - Hounds Of Love (1985年)

クリスティーン・コリスター（Christine Collister）
- The Dark Gift Of Time (1998年)
- 『イコール・ラヴ』 - An Equal Love (2001年)

バーバラ・ディクソン（Barbara Dickson）
- Don’t Think Twice (1992年)
- 『ダーク・エンド・オブ・ザ・ストリート』 - Dark End Of The Street (1995年)

ドノヴァン
- 『スートラ〜教典』 - Sutras (1996年)

ニック・ドレイク（Nick Drake）
- 『ファイヴ・リーヴス・レフト』 - Five Leaves Left (1969年)

マーヴィン・イトジオ二（Marvin Etzioni）
- Marvin The Mandolin Man (1992年)

マリアンヌ・フェイスフル（Marianne Faithful）
- 『妖精の歌 - マリアンヌ・フェイスフル フォーク・ソングを歌う』 - North Country Maid (1966年)
- The World Of Marianne Faithful (1970年)

デイヴィ・グレアム
- 『フォーク、ブルース&ビヨンド』 - Folk Blues & Beyond (1965年)
- 『ラージ・アズ・ライフ・アンド・トゥワイス・アズ・ナチュラル』 - Large As Life & Twice As Natural (1968年)
- 『ハット』 - Hat (1969年)
- Fire In The Soul (1999年)

ブー・ヒュワディーン（Boo Hewerdine）
- Baptist Hospital (1995年)

メリー・ホプキン（Mary Hopkin）
- 『大地の歌』 - Earth Song/Ocean Song (1971年)

インクレディブル・ストリング・ バンド（The Incredible String Band）
- 『ザ・ファイヴ・サウザンド・スピリッツ』 - The 5000 Spirits (1967年)
- Hard Rope & Silken Twine (1973年)

バート・ヤンシュ
- 『バースデイ・ブルース』 - Birthday Blues (1969年)
- 『ムーンシャイン』 - Moonshine (1973年)
- L.A. Turnaround (1974年)
- Avocet (1979年)
- Sketches (1990年)

ロリーナ・マッケニット
- 『ザ・ブック・オブ・シークレッツ』 - The Book of Secrets (1997年)
- 『ライヴ・イン・パリ・アンド・トロント』 - Live in Paris and Toronto (1999年)

アリソン・モイエ（Alison Moyet）
- 『フー・ドゥー』 - Hoodoo (1991年)

クリフ・リチャード（Cliff Richard）
- 「コングラチュレーションズ」 - Congratulations (1968年) ※シングル

ロッド・スチュワート
- 『エヴリ・ピクチャー・テルズ・ア・ストーリー』 - Every Picture Tells A Story (1971年)

デヴィッド・シルヴィアン
- 『ブリリアント・トゥリーズ』 - Brilliant Trees (1984年)
- 『シークレッツ・オブ・ザ・ビーハイヴ』 - Secrets of the Beehive (1987年)

T・レックス
- 『ズィンク・アロイと朝焼けの仮面ライダー』 - Zinc Alloy And The Hidden Riders Of Tomorrow (1974年)
- Light Of Love (1974年)

チューダー・ロッジ（Tudor Lodge）
- 『チューダー・ロッジ』 - Tudor Lodge (1971年)

ラウドン・ウェインライトIII（Loudon Wainwright III）
- I’m Alright (1985年)
- More Love Songs (1986年)
- 『セラピー』 - Therapy (1989年)